# Top League (2006/2007)
Top League 2006/2007 – czwarta edycja Top League, najwyższego poziomu rozgrywek w rugby union w Japonii. Organizowane przez Japan Rugby Football Union zawody odbyły się w dniach 1 września 2006 – 4 lutego 2007 roku, a tytułu bronił zespół Toshiba Brave Lupus.
Zawody zostały rozegrane systemem kołowym w ramach jednej grupy w rozszerzonej do czternastu zespołów obsadzie. Drugą fazę rozgrywek wyłaniającą mistrza kraju stanowiła inkorporowany do zawodów Microsoft Cup. Zarówno fazę zasadniczą, jak i finał play-off zwyciężyła została drużyna Toshiba Brave Lupus. Najwięcej punktów w zawodach zdobył Ryan Nicholas reprezentujący zespół Suntory, a w klasyfikacji przyłożeń zwyciężył zawodnik Sanyo Tomoki Kitagawa. Za MVP sezonu został uznany Teppei Tomioka, analogiczne wyróżnienie w Microsoft Cup otrzymał Luatangi Vatuvei.

## Faza zasadnicza
| 1 września 200619:02 | Toshiba Brave Lupus | 17:10(10:3) | NEC Green Rockets | Stadion Olimpijski, Tokio Widzów: 15 418 |
| 1 września 200619:02 |                     | 17:10(10:3) |                   | Stadion Olimpijski, Tokio Widzów: 15 418 |

| 2 września 200615:01 | World Fighting Bull | 22:33(8:21) | Secom Rugguts | Morioka South Park Playing Field, Morioka Widzów: 1 488 |
| 2 września 200615:01 |                     | 22:33(8:21) |               | Morioka South Park Playing Field, Morioka Widzów: 1 488 |

| 2 września 200618:00 | Yamaha Júbilo | 29:18(16:11) | Kubota Spears | Niigata City Athletic Stadium, Niigata Widzów: 2 395 |
| 2 września 200618:00 |               | 29:18(16:11) |               | Niigata City Athletic Stadium, Niigata Widzów: 2 395 |

| 2 września 200619:02 | Coca-Cola West Red Sparks | 19:28(14:14) | IBM Big Blue | Edogawa Stadium, Tokio Widzów: 1 710 |
| 2 września 200619:02 |                           | 19:28(14:14) |              | Edogawa Stadium, Tokio Widzów: 1 710 |

| 2 września 200619:00 | Fukuoka Sanix Blues | 10:16(10:6) | Ricoh Black Rams | Global Arena, Munakata Widzów: 2 250 |
| 2 września 200619:00 |                     | 10:16(10:6) |                  | Global Arena, Munakata Widzów: 2 250 |

| 3 września 200617:00 | Kobelco Steelers | 10:31(7:10) | Suntory Sungoliath | Stadion Nagai, Osaka Widzów: 8 373 |
| 3 września 200617:00 |                  | 10:31(7:10) |                    | Stadion Nagai, Osaka Widzów: 8 373 |

| 3 września 200619:00 | Sanyo Wild Knights | 20:23(10:14) | Toyota Verblitz | Stadion Nagai, Osaka Widzów: 10 256 |
| 3 września 200619:00 |                    | 20:23(10:14) |                 | Stadion Nagai, Osaka Widzów: 10 256 |

| 9 września 200613:00 | Ricoh Black Rams | 10:40(10:14) | Toyota Verblitz | Tsukisamu, Sapporo Widzów: 1 628 |
| 9 września 200613:00 |                  | 10:40(10:14) |                 | Tsukisamu, Sapporo Widzów: 1 628 |

| 9 września 200615:00 | Sanyo Wild Knights | 41:27(24:8) | Secom Rugguts | Otashi Sports Park, Ōta Widzów: 3 775 |
| 9 września 200615:00 |                    | 41:27(24:8) |               | Otashi Sports Park, Ōta Widzów: 3 775 |

| 9 września 200617:00 | Suntory Sungoliath | 21:22(6:3) | Yamaha Júbilo | Nishikyogoku Athletic Stadium, Kioto Widzów: 4 720 |
| 9 września 200617:00 |                    | 21:22(6:3) |               | Nishikyogoku Athletic Stadium, Kioto Widzów: 4 720 |

| 9 września 200617:00 | Fukuoka Sanix Blues | 35:19(13:0) | World Fighting Bull | Level-5 Stadium, Fukuoka Widzów: 2 300 |
| 9 września 200617:00 |                     | 35:19(13:0) |                     | Level-5 Stadium, Fukuoka Widzów: 2 300 |

| 9 września 200619:00 | IBM Big Blue | 8:34(3:17) | NEC Green Rockets | Nishikyogoku Athletic Stadium, Kioto Widzów: 5 179 |
| 9 września 200619:00 |              | 8:34(3:17) |                   | Nishikyogoku Athletic Stadium, Kioto Widzów: 5 179 |

| 9 września 200619:00 | Coca-Cola West Red Sparks | 13:31(6:21) | Toshiba Brave Lupus | Level-5 Stadium, Fukuoka Widzów: 3 150 |
| 9 września 200619:00 |                           | 13:31(6:21) |                     | Level-5 Stadium, Fukuoka Widzów: 3 150 |

| 10 września 200618:02 | Kobelco Steelers | 19:12(19:0) | Kubota Spears | Wing Stadium, Kobe Widzów: 3 807 |
| 10 września 200618:02 |                  | 19:12(19:0) |               | Wing Stadium, Kobe Widzów: 3 807 |

| 16 września 200615:00 | Suntory Sungoliath | 56:15(14:3) | IBM Big Blue | Chichibunomiya Rugby Stadium, Tokio Widzów: 3 800 |
| 16 września 200615:00 |                    | 56:15(14:3) |              | Chichibunomiya Rugby Stadium, Tokio Widzów: 3 800 |

| 16 września 200616:03 | Secom Rugguts | 21:31(13:17) | NEC Green Rockets | Matsumotodaira Football Stadium, Matsumoto Widzów: 1 704 |
| 16 września 200616:03 |               | 21:31(13:17) |                   | Matsumotodaira Football Stadium, Matsumoto Widzów: 1 704 |

| 16 września 200618:00 | Kubota Spears | 25:20(13:14) | Sanyo Wild Knights | Matsumotodaira Football Stadium, Matsumoto Widzów: 2 126 |
| 16 września 200618:00 |               | 25:20(13:14) |                    | Matsumotodaira Football Stadium, Matsumoto Widzów: 2 126 |

| 16 września 200618:00 | Yamaha Júbilo | 13:22(13:8) | Coca-Cola West Red Sparks | Yamaha Stadium, Iwata Widzów: 5 558 |
| 16 września 200618:00 |               | 13:22(13:8) |                           | Yamaha Stadium, Iwata Widzów: 5 558 |

| 17 września 200617:00 | Kobelco Steelers | 19:8(12:3) | Ricoh Black Rams | Nishikyogoku Athletic Stadium, Kioto Widzów: 2 130 |
| 17 września 200617:00 |                  | 19:8(12:3) |                  | Nishikyogoku Athletic Stadium, Kioto Widzów: 2 130 |

| 17 września 200618:00 | Toyota Verblitz | 48:24(31:10) | Fukuoka Sanix Blues | Mizuho Rugby Stadium, Nagoja Widzów: 2 923 |
| 17 września 200618:00 |                 | 48:24(31:10) |                     | Mizuho Rugby Stadium, Nagoja Widzów: 2 923 |

| 17 września 200619:00 | World Fighting Bull | 3:48(3:17) | Toshiba Brave Lupus | Nishikyogoku Athletic Stadium, Kioto Widzów: 2 422 |
| 17 września 200619:00 |                     | 3:48(3:17) |                     | Nishikyogoku Athletic Stadium, Kioto Widzów: 2 422 |

| 30 września 200613:02 | NEC Green Rockets | 33:17(21:7) | Ricoh Black Rams | Chichibunomiya Rugby Stadium, Tokio Widzów: 5 214 |
| 30 września 200613:02 |                   | 33:17(21:7) |                  | Chichibunomiya Rugby Stadium, Tokio Widzów: 5 214 |

| 30 września 200613:00 | Kubota Spears | 25:55(11:29) | Suntory Sungoliath | Toyota Stadium, Toyota Widzów: 3 571 |
| 30 września 200613:00 |               | 25:55(11:29) |                    | Toyota Stadium, Toyota Widzów: 3 571 |

| 30 września 200613:00 | Yamaha Júbilo | 27:27(17:7) | IBM Big Blue | Kintetsu Hanazono Rugby Stadium, Higashiōsaka Widzów: 2 100 |
| 30 września 200613:00 |               | 27:27(17:7) |              | Kintetsu Hanazono Rugby Stadium, Higashiōsaka Widzów: 2 100 |

| 30 września 200615:01 | Secom Rugguts | 17:45(3:12) | Toshiba Brave Lupus | Chichibunomiya Rugby Stadium, Tokio Widzów: 6 622 |
| 30 września 200615:01 |               | 17:45(3:12) |                     | Chichibunomiya Rugby Stadium, Tokio Widzów: 6 622 |

| 30 września 200615:00 | Sanyo Wild Knights | 53:7(41:0) | World Fighting Bull | Toyota Stadium, Toyota Widzów: 3 936 |
| 30 września 200615:00 |                    | 53:7(41:0) |                     | Toyota Stadium, Toyota Widzów: 3 936 |

| 30 września 200615:00 | Kobelco Steelers | 41:22(19:17) | Fukuoka Sanix Blues | Kintetsu Hanazono Rugby Stadium, Higashiōsaka Widzów: 2 675 |
| 30 września 200615:00 |                  | 41:22(19:17) |                     | Kintetsu Hanazono Rugby Stadium, Higashiōsaka Widzów: 2 675 |

| 1 października 200614:01 | Toyota Verblitz | 20:13(6:3) | Coca-Cola West Red Sparks | Gifu Nagaragawa Stadium, Gifu Widzów: 1 843 |
| 1 października 200614:01 |                 | 20:13(6:3) |                           | Gifu Nagaragawa Stadium, Gifu Widzów: 1 843 |

| 7 października 200612:03 | Suntory Sungoliath | 57:7(19:0) | Secom Rugguts | Chichibunomiya Rugby Stadium, Tokio Widzów: 3 724 |
| 7 października 200612:03 |                    | 57:7(19:0) |               | Chichibunomiya Rugby Stadium, Tokio Widzów: 3 724 |

| 7 października 200612:00 | Ricoh Black Rams | 18:27(8:10) | Kubota Spears | Kintetsu Hanazono Rugby Stadium, Higashiōsaka Widzów: 1 665 |
| 7 października 200612:00 |                  | 18:27(8:10) |               | Kintetsu Hanazono Rugby Stadium, Higashiōsaka Widzów: 1 665 |

| 7 października 200614:01 | Toshiba Brave Lupus | 55:25(17:12) | IBM Big Blue | Chichibunomiya Rugby Stadium, Tokio Widzów: 4 765 |
| 7 października 200614:01 |                     | 55:25(17:12) |              | Chichibunomiya Rugby Stadium, Tokio Widzów: 4 765 |

| 7 października 200614:00 | Yamaha Júbilo | 40:22(20:19) | World Fighting Bull | Kintetsu Hanazono Rugby Stadium, Higashiōsaka Widzów: 2 072 |
| 7 października 200614:00 |               | 40:22(20:19) |                     | Kintetsu Hanazono Rugby Stadium, Higashiōsaka Widzów: 2 072 |

| 8 października 200612:00 | Kobelco Steelers | 38:31(24:10) | Toyota Verblitz | Kakidomari Stadium, Nagasaki Widzów: 2 900 |
| 8 października 200612:00 |                  | 38:31(24:10) |                 | Kakidomari Stadium, Nagasaki Widzów: 2 900 |

| 8 października 200614:00 | Fukuoka Sanix Blues | 15:52(10:19) | Sanyo Wild Knights | Kakidomari Stadium, Nagasaki Widzów: 3 400 |
| 8 października 200614:00 |                     | 15:52(10:19) |                    | Kakidomari Stadium, Nagasaki Widzów: 3 400 |

| 9 października 200614:01 | NEC Green Rockets | 12:3(12:3) | Coca-Cola West Red Sparks | Ehime Prefectural Sports Park Stadium, Matsuyama Widzów: 3 066 |
| 9 października 200614:01 |                   | 12:3(12:3) |                           | Ehime Prefectural Sports Park Stadium, Matsuyama Widzów: 3 066 |

| 14 października 200612:00 | IBM Big Blue | 15:24(10:17) | Ricoh Black Rams | Chichibunomiya Rugby Stadium, Tokio Widzów: 3 642 |
| 14 października 200612:00 |              | 15:24(10:17) |                  | Chichibunomiya Rugby Stadium, Tokio Widzów: 3 642 |

| 14 października 200613:04 | Kobelco Steelers | 45:26(17:5) | Secom Rugguts | Kintetsu Hanazono Rugby Stadium, Higashiōsaka Widzów: 2 323 |
| 14 października 200613:04 |                  | 45:26(17:5) |               | Kintetsu Hanazono Rugby Stadium, Higashiōsaka Widzów: 2 323 |

| 14 października 200614:01 | Kubota Spears | 24:33(16:14) | Toshiba Brave Lupus | Chichibunomiya Rugby Stadium, Tokio Widzów: 5 074 |
| 14 października 200614:01 |               | 24:33(16:14) |                     | Chichibunomiya Rugby Stadium, Tokio Widzów: 5 074 |

| 15 października 200612:00 | World Fighting Bull | 23:34(17:12) | NEC Green Rockets | Mizuho Rugby Stadium, Nagoja Widzów: 3 245 |
| 15 października 200612:00 |                     | 23:34(17:12) |                   | Mizuho Rugby Stadium, Nagoja Widzów: 3 245 |

| 15 października 200613:02 | Sanyo Wild Knights | 16:41(9:17) | Suntory Sungoliath | Gunma Shikishima Soccer Stadium, Maebashi Widzów: 3 083 |
| 15 października 200613:02 |                    | 16:41(9:17) |                    | Gunma Shikishima Soccer Stadium, Maebashi Widzów: 3 083 |

| 15 października 200614:00 | Toyota Verblitz | 31:34(10:24) | Yamaha Júbilo | Mizuho Rugby Stadium, Nagoja Widzów: 4 362 |
| 15 października 200614:00 |                 | 31:34(10:24) |               | Mizuho Rugby Stadium, Nagoja Widzów: 4 362 |

| 15 października 200614:00 | Fukuoka Sanix Blues | 24:13(7:13) | Coca-Cola West Red Sparks | Level-5 Stadium, Fukuoka Widzów: 3 603 |
| 15 października 200614:00 |                     | 24:13(7:13) |                           | Level-5 Stadium, Fukuoka Widzów: 3 603 |

| 21 października 200612:00 | IBM Big Blue | 17:28(17:7) | Fukuoka Sanix Blues | Chichibunomiya Rugby Stadium, Tokio Widzów: 2 793 |
| 21 października 200612:00 |              | 17:28(17:7) |                     | Chichibunomiya Rugby Stadium, Tokio Widzów: 2 793 |

| 21 października 200612:00 | World Fighting Bull | 12:29(0:17) | Coca-Cola West Red Sparks | Kintetsu Hanazono Rugby Stadium, Higashiōsaka Widzów: 2 130 |
| 21 października 200612:00 |                     | 12:29(0:17) |                           | Kintetsu Hanazono Rugby Stadium, Higashiōsaka Widzów: 2 130 |

| 21 października 200613:02 | Sanyo Wild Knights | 44:15(17:10) | Kobelco Steelers | Otashi Sports Park, Ōta Widzów: 4 133 |
| 21 października 200613:02 |                    | 44:15(17:10) |                  | Otashi Sports Park, Ōta Widzów: 4 133 |

| 21 października 200614:00 | Suntory Sungoliath | 43:14(5:7) | Ricoh Black Rams | Chichibunomiya Rugby Stadium, Tokio Widzów: 4 771 |
| 21 października 200614:00 |                    | 43:14(5:7) |                  | Chichibunomiya Rugby Stadium, Tokio Widzów: 4 771 |

| 21 października 200614:00 | Toshiba Brave Lupus | 34:35(17:17) | Yamaha Júbilo | Kintetsu Hanazono Rugby Stadium, Higashiōsaka Widzów: 2 924 |
| 21 października 200614:00 |                     | 34:35(17:17) |               | Kintetsu Hanazono Rugby Stadium, Higashiōsaka Widzów: 2 924 |

| 22 października 200612:00 | NEC Green Rockets | 28:46(14:27) | Kubota Spears | Nippatsu Mitsuzawa Stadium, Jokohama Widzów: 2 425 |
| 22 października 200612:00 |                   | 28:46(14:27) |               | Nippatsu Mitsuzawa Stadium, Jokohama Widzów: 2 425 |

| 22 października 200614:01 | Toyota Verblitz | 42:8(28:5) | Secom Rugguts | Nippatsu Mitsuzawa Stadium, Jokohama Widzów: 3 035 |
| 22 października 200614:01 |                 | 42:8(28:5) |               | Nippatsu Mitsuzawa Stadium, Jokohama Widzów: 3 035 |

| 2 grudnia 200612:02 | Secom Rugguts | 17:59(3:33) | Kubota Spears | Chichibunomiya Rugby Stadium, Tokio Widzów: 3 391 |
| 2 grudnia 200612:02 |               | 17:59(3:33) |               | Chichibunomiya Rugby Stadium, Tokio Widzów: 3 391 |

| 2 grudnia 200614:03 | Yamaha Júbilo | 25:23(10:17) | Sanyo Wild Knights | Yamaha Stadium, Iwata Widzów: 13 315 |
| 2 grudnia 200614:03 |               | 25:23(10:17) |                    | Yamaha Stadium, Iwata Widzów: 13 315 |

| 2 grudnia 200614:02 | Ricoh Black Rams | 14:50(7:19) | Toshiba Brave Lupus | Chichibunomiya Rugby Stadium, Tokio Widzów: 4 911 |
| 2 grudnia 200614:02 |                  | 14:50(7:19) |                     | Chichibunomiya Rugby Stadium, Tokio Widzów: 4 911 |

| 3 grudnia 200612:00 | World Fighting Bull | 12:29(0:12) | Kobelco Steelers | Kintetsu Hanazono Rugby Stadium, Higashiōsaka Widzów: 3 260 |
| 3 grudnia 200612:00 |                     | 12:29(0:12) |                  | Kintetsu Hanazono Rugby Stadium, Higashiōsaka Widzów: 3 260 |

| 3 grudnia 200612:00 | Coca-Cola West Red Sparks | 10:43(3:26) | Suntory Sungoliath | KKWing Stadium, Kumamoto Widzów: 4 385 |
| 3 grudnia 200612:00 |                           | 10:43(3:26) |                    | KKWing Stadium, Kumamoto Widzów: 4 385 |

| 3 grudnia 200614:00 | Toyota Verblitz | 72:17(22:10) | IBM Big Blue | Kintetsu Hanazono Rugby Stadium, Higashiōsaka Widzów: 3 910 |
| 3 grudnia 200614:00 |                 | 72:17(22:10) |              | Kintetsu Hanazono Rugby Stadium, Higashiōsaka Widzów: 3 910 |

| 3 grudnia 200614:00 | Fukuoka Sanix Blues | 13:7(10:7) | NEC Green Rockets | KKWing Stadium, Kumamoto Widzów: 4 710 |
| 3 grudnia 200614:00 |                     | 13:7(10:7) |                   | KKWing Stadium, Kumamoto Widzów: 4 710 |

| 9 grudnia 200612:02 | Secom Rugguts | 3:15(3:15) | Ricoh Black Rams | Chichibunomiya Rugby Stadium, Tokio Widzów: 1 688 |
| 9 grudnia 200612:02 |               | 3:15(3:15) |                  | Chichibunomiya Rugby Stadium, Tokio Widzów: 1 688 |

| 9 grudnia 200612:00 | Kubota Spears | 28:24(21:12) | World Fighting Bull | Kintetsu Hanazono Rugby Stadium, Higashiōsaka Widzów: 1 215 |
| 9 grudnia 200612:00 |               | 28:24(21:12) |                     | Kintetsu Hanazono Rugby Stadium, Higashiōsaka Widzów: 1 215 |

| 9 grudnia 200614:02 | Coca-Cola West Red Sparks | 16:28(0:14) | Kobelco Steelers | Chichibunomiya Rugby Stadium, Tokio Widzów: 2 595 |
| 9 grudnia 200614:02 |                           | 16:28(0:14) |                  | Chichibunomiya Rugby Stadium, Tokio Widzów: 2 595 |

| 9 grudnia 200614:03 | Sanyo Wild Knights | 73:10(24:3) | IBM Big Blue | Pocarisweat Stadium, Naruto Widzów: 1 642 |
| 9 grudnia 200614:03 |                    | 73:10(24:3) |              | Pocarisweat Stadium, Naruto Widzów: 1 642 |

| 9 grudnia 200614:00 | Toshiba Brave Lupus | 50:14(33:7) | Fukuoka Sanix Blues | Kintetsu Hanazono Rugby Stadium, Higashiōsaka Widzów: 1 645 |
| 9 grudnia 200614:00 |                     | 50:14(33:7) |                     | Kintetsu Hanazono Rugby Stadium, Higashiōsaka Widzów: 1 645 |

| 10 grudnia 200613:00 | NEC Green Rockets | 36:34(17:17) | Yamaha Júbilo | Kashiwanoha Park Stadium, Kashiwa Widzów: 5 272 |
| 10 grudnia 200613:00 |                   | 36:34(17:17) |               | Kashiwanoha Park Stadium, Kashiwa Widzów: 5 272 |

| 10 grudnia 200613:34 | Toyota Verblitz | 13:17(3:7) | Suntory Sungoliath | Kose Sports Park Stadium, Kōfu Widzów: 7 254 |
| 10 grudnia 200613:34 |                 | 13:17(3:7) |                    | Kose Sports Park Stadium, Kōfu Widzów: 7 254 |

| 15 grudnia 200619:00 | Kobelco Steelers | 21:27(0:20) | Toshiba Brave Lupus | Wing Stadium, Kobe Widzów: 8 509 |
| 15 grudnia 200619:00 |                  | 21:27(0:20) |                     | Wing Stadium, Kobe Widzów: 8 509 |

| 16 grudnia 200612:01 | Ricoh Black Rams | 7:36(0:12) | Yamaha Júbilo | Chichibunomiya Rugby Stadium, Tokio Widzów: 6 315 |
| 16 grudnia 200612:01 |                  | 7:36(0:12) |               | Chichibunomiya Rugby Stadium, Tokio Widzów: 6 315 |

| 16 grudnia 200612:00 | World Fighting Bull | 19:12(5:5) | IBM Big Blue | Kintetsu Hanazono Rugby Stadium, Higashiōsaka Widzów: 1 860 |
| 16 grudnia 200612:00 |                     | 19:12(5:5) |              | Kintetsu Hanazono Rugby Stadium, Higashiōsaka Widzów: 1 860 |

| 16 grudnia 200614:00 | NEC Green Rockets | 0:43(0:29) | Suntory Sungoliath | Chichibunomiya Rugby Stadium, Tokio Widzów: 8 678 |
| 16 grudnia 200614:00 |                   | 0:43(0:29) |                    | Chichibunomiya Rugby Stadium, Tokio Widzów: 8 678 |

| 16 grudnia 200614:00 | Toyota Verblitz | 45:27(14:13) | Kubota Spears | Kintetsu Hanazono Rugby Stadium, Higashiōsaka Widzów: 2 676 |
| 16 grudnia 200614:00 |                 | 45:27(14:13) |               | Kintetsu Hanazono Rugby Stadium, Higashiōsaka Widzów: 2 676 |

| 17 grudnia 200613:05 | Sanyo Wild Knights | 66:26(31:7) | Coca-Cola West Red Sparks | Gunma Shikishima Soccer Stadium, Maebashi Widzów: 2 196 |
| 17 grudnia 200613:05 |                    | 66:26(31:7) |                           | Gunma Shikishima Soccer Stadium, Maebashi Widzów: 2 196 |

| 17 grudnia 200613:00 | Fukuoka Sanix Blues | 34:28(14:11) | Secom Rugguts | Ōita Sports Park, Ōita Widzów: 2 010 |
| 17 grudnia 200613:00 |                     | 34:28(14:11) |               | Ōita Sports Park, Ōita Widzów: 2 010 |

| 23 grudnia 200612:02 | Suntory Sungoliath | 59:12(17:5) | World Fighting Bull | Chichibunomiya Rugby Stadium, Tokio Widzów: 4 101 |
| 23 grudnia 200612:02 |                    | 59:12(17:5) |                     | Chichibunomiya Rugby Stadium, Tokio Widzów: 4 101 |

| 23 grudnia 200612:02 | Kubota Spears | 33:33(12:12) | Fukuoka Sanix Blues | Kumagaya Rugby Ground, Kumagaya Widzów: 1 500 |
| 23 grudnia 200612:02 |               | 33:33(12:12) |                     | Kumagaya Rugby Ground, Kumagaya Widzów: 1 500 |

| 23 grudnia 200612:00 | Coca-Cola West Red Sparks | 35:28(8:21) | Ricoh Black Rams | Kintetsu Hanazono Rugby Stadium, Higashiōsaka Widzów: 2 350 |
| 23 grudnia 200612:00 |                           | 35:28(8:21) |                  | Kintetsu Hanazono Rugby Stadium, Higashiōsaka Widzów: 2 350 |

| 23 grudnia 200614:00 | Sanyo Wild Knights | 53:14(24:7) | NEC Green Rockets | Chichibunomiya Rugby Stadium, Tokio Widzów: 5 250 |
| 23 grudnia 200614:00 |                    | 53:14(24:7) |                   | Chichibunomiya Rugby Stadium, Tokio Widzów: 5 250 |

| 23 grudnia 200614:01 | IBM Big Blue | 13:45(3:24) | Kobelco Steelers | Kumagaya Rugby Ground, Kumagaya Widzów: 1 559 |
| 23 grudnia 200614:01 |              | 13:45(3:24) |                  | Kumagaya Rugby Ground, Kumagaya Widzów: 1 559 |

| 23 grudnia 200614:00 | Toshiba Brave Lupus | 34:18(19:10) | Toyota Verblitz | Kintetsu Hanazono Rugby Stadium, Higashiōsaka Widzów: 4 123 |
| 23 grudnia 200614:00 |                     | 34:18(19:10) |                 | Kintetsu Hanazono Rugby Stadium, Higashiōsaka Widzów: 4 123 |

| 23 grudnia 200614:00 | Yamaha Júbilo | 17:15(7:5) | Secom Rugguts | Yamaha Stadium, Iwata Widzów: 4 193 |
| 23 grudnia 200614:00 |               | 17:15(7:5) |               | Yamaha Stadium, Iwata Widzów: 4 193 |

| 6 stycznia 200714:03 | Toshiba Brave Lupus | 12:10(5:5) | Suntory Sungoliath | Ajinomoto Stadium, Chōfu Widzów: 7 093 |
| 6 stycznia 200714:03 |                     | 12:10(5:5) |                    | Ajinomoto Stadium, Chōfu Widzów: 7 093 |

| 7 stycznia 200713:00 | Fukuoka Sanix Blues | 24:30(17:3) | Yamaha Júbilo | Global Arena, Munakata Widzów: 2 186 |
| 7 stycznia 200713:00 |                     | 24:30(17:3) |               | Global Arena, Munakata Widzów: 2 186 |

| 8 stycznia 200712:00 | IBM Big Blue | 27:27(12:0) | Kubota Spears | Chichibunomiya Rugby Stadium, Tokio Widzów: 4 640 |
| 8 stycznia 200712:00 |              | 27:27(12:0) |               | Chichibunomiya Rugby Stadium, Tokio Widzów: 4 640 |

| 8 stycznia 200712:00 | Coca-Cola West Red Sparks | 14:29(7:22) | Secom Rugguts | Kintetsu Hanazono Rugby Stadium, Higashiōsaka Widzów: 1 505 |
| 8 stycznia 200712:00 |                           | 14:29(7:22) |               | Kintetsu Hanazono Rugby Stadium, Higashiōsaka Widzów: 1 505 |

| 8 stycznia 200714:00 | NEC Green Rockets | 27:24(8:12) | Kobelco Steelers | Chichibunomiya Rugby Stadium, Tokio Widzów: 6 886 |
| 8 stycznia 200714:00 |                   | 27:24(8:12) |                  | Chichibunomiya Rugby Stadium, Tokio Widzów: 6 886 |

| 8 stycznia 200714:00 | Ricoh Black Rams | 27:34(24:20) | Sanyo Wild Knights | Kintetsu Hanazono Rugby Stadium, Higashiōsaka Widzów: 2 393 |
| 8 stycznia 200714:00 |                  | 27:34(24:20) |                    | Kintetsu Hanazono Rugby Stadium, Higashiōsaka Widzów: 2 393 |

| 8 stycznia 200714:01 | Toyota Verblitz | 46:10(27:10) | World Fighting Bull | Mizuho Rugby Stadium, Nagoja Widzów: 1 348 |
| 8 stycznia 200714:01 |                 | 46:10(27:10) |                     | Mizuho Rugby Stadium, Nagoja Widzów: 1 348 |

| 13 stycznia 200713:00 | Suntory Sungoliath | 69:5(45:0) | Fukuoka Sanix Blues | Kintetsu Hanazono Rugby Stadium, Higashiōsaka Widzów: 1 145 |
| 13 stycznia 200713:00 |                    | 69:5(45:0) |                     | Kintetsu Hanazono Rugby Stadium, Higashiōsaka Widzów: 1 145 |

| 14 stycznia 200712:00 | NEC Green Rockets | 15:19(0:8) | Toyota Verblitz | Chichibunomiya Rugby Stadium, Tokio Widzów: 6 934 |
| 14 stycznia 200712:00 |                   | 15:19(0:8) |                 | Chichibunomiya Rugby Stadium, Tokio Widzów: 6 934 |

| 14 stycznia 200712:00 | World Fighting Bull | 26:35(12:12) | Ricoh Black Rams | Wing Stadium, Kobe Widzów: 5 789 |
| 14 stycznia 200712:00 |                     | 26:35(12:12) |                  | Wing Stadium, Kobe Widzów: 5 789 |

| 14 stycznia 200712:01 | Secom Rugguts | 24:27(7:10) | IBM Big Blue | Komazawa Olympic Park Stadium, Setagaya Widzów: 2 063 |
| 14 stycznia 200712:01 |               | 24:27(7:10) |              | Komazawa Olympic Park Stadium, Setagaya Widzów: 2 063 |

| 14 stycznia 200714:03 | Toshiba Brave Lupus | 66:30(26:20) | Sanyo Wild Knights | Chichibunomiya Rugby Stadium, Tokio Widzów: 8 684 |
| 14 stycznia 200714:03 |                     | 66:30(26:20) |                    | Chichibunomiya Rugby Stadium, Tokio Widzów: 8 684 |

| 14 stycznia 200714:00 | Kobelco Steelers | 26:37(12:12) | Yamaha Júbilo | Wing Stadium, Kobe Widzów: 9 448 |
| 14 stycznia 200714:00 |                  | 26:37(12:12) |               | Wing Stadium, Kobe Widzów: 9 448 |

| 14 stycznia 200714:08 | Kubota Spears | 34:54(22:19) | Coca-Cola West Red Sparks | Komazawa Olympic Park Stadium, Setagaya Widzów: 2 439 |
| 14 stycznia 200714:08 |               | 34:54(22:19) |                           | Komazawa Olympic Park Stadium, Setagaya Widzów: 2 439 |

## Microsoft Cup
|  |                     |                     |                    |                    |    |                     |                     |       |
|  | Półfinał            | Półfinał            | Półfinał           |                    |    | Finał               | Finał               | Finał |
|  | Półfinał            | Półfinał            | Półfinał           |                    |    | Finał               | Finał               | Finał |
|  | 28 stycznia 2007    |                     |                    |                    |    |                     |                     |       |
|  |                     |                     |                    |                    |    |                     |                     |       |
|  | Toshiba Brave Lupus | Toshiba Brave Lupus | 38                 |                    |    |                     |                     |       |
|  | Toshiba Brave Lupus | Toshiba Brave Lupus | 38                 | 04 lutego 2007     |    |                     |                     |       |
|  | Toyota Verblitz     | Toyota Verblitz     | 33                 |                    |    |                     |                     |       |
|  | Toyota Verblitz     | Toyota Verblitz     | 33                 |                    |    | Toshiba Brave Lupus | Toshiba Brave Lupus | 14    |
|  | 28 stycznia 2007    |                     |                    |                    |    | Toshiba Brave Lupus | Toshiba Brave Lupus | 14    |
|  |                     |                     | Suntory Sungoliath | Suntory Sungoliath | 13 |                     |                     |       |
|  | Yamaha Júbilo       | Yamaha Júbilo       | Suntory Sungoliath | Suntory Sungoliath | 13 | 39                  |                     |       |
|  | Yamaha Júbilo       | Yamaha Júbilo       |                    |                    |    |                     |                     |       |
|  | Suntory Sungoliath  | Suntory Sungoliath  | 40                 |                    |    |                     |                     |       |
|  | Suntory Sungoliath  | Suntory Sungoliath  | 40                 |                    |    |                     |                     |       |

| 28 stycznia 200714:00 | Toshiba Brave Lupus | 38:33(21:13) | Toyota Verblitz | Chichibunomiya Rugby Stadium, Tokio |
| 28 stycznia 200714:00 |                     | 38:33(21:13) |                 | Chichibunomiya Rugby Stadium, Tokio |

| 28 stycznia 200714:00 | Yamaha Júbilo | 39:40(13:22) | Suntory Sungoliath | Kintetsu Hanazono Rugby Stadium, Higashiōsaka |
| 28 stycznia 200714:00 |               | 39:40(13:22) |                    | Kintetsu Hanazono Rugby Stadium, Higashiōsaka |

| 4 lutego 200714:03 | Toshiba Brave Lupus | 14:13(7:7) | Suntory Sungoliath | Chichibunomiya Rugby Stadium, Tokio |
| 4 lutego 200714:03 |                     | 14:13(7:7) |                    | Chichibunomiya Rugby Stadium, Tokio |

## Baraże

### Challenge 2
| 14 stycznia 200714:00 | Mitsubishi Juko Sagamihara | 12:49(12:28) | Kyuden | Kumagaya Rugby Ground, Kumagaya Widzów: 800 |
| 14 stycznia 200714:00 |                            | 12:49(12:28) |        | Kumagaya Rugby Ground, Kumagaya Widzów: 800 |

| 21 stycznia 200714:00 | Kyuden | 41:21(14:8) | Kintetsu Liners | Hakatanomori Athletic Stadium, Fukuoka Widzów: 5 437 |
| 21 stycznia 200714:00 |        | 41:21(14:8) |                 | Hakatanomori Athletic Stadium, Fukuoka Widzów: 5 437 |

| 27 stycznia 200714:00 | Kintetsu Liners | 31:32(21:10) | Mitsubishi Juko Sagamihara | Kintetsu Hanazono Rugby Stadium, Higashiōsaka Widzów: 3 886 |
| 27 stycznia 200714:00 |                 | 31:32(21:10) |                            | Kintetsu Hanazono Rugby Stadium, Higashiōsaka Widzów: 3 886 |

Bezpośrednio do Top League awansowały zespoły Kyuden i Mitsubishi, drużyna Kintetsu zyskała prawo gry w barażu z dwunastym zespołem obecnego sezonu.

### Challenge 1
| 14 stycznia 200712:00 | Tokyo Gas Rugby | 78:12(26:12) | Mazda Blue Zoomers | Kumagaya Rugby Ground, Kumagaya Widzów: 500 |
| 14 stycznia 200712:00 |                 | 78:12(26:12) |                    | Kumagaya Rugby Ground, Kumagaya Widzów: 500 |

| 21 stycznia 200712:00 | Mazda Blue Zoomers | 10:74(10:41) | Honda Heat | Hakatanomori Athletic Stadium, Fukuoka Widzów: 2 600 |
| 21 stycznia 200712:00 |                    | 10:74(10:41) |            | Hakatanomori Athletic Stadium, Fukuoka Widzów: 2 600 |

| 27 stycznia 200712:00 | Honda Heat | 54:34(40:10) | Tokyo Gas Rugby | Kintetsu Hanazono Rugby Stadium, Higashiōsaka Widzów: 2 020 |
| 27 stycznia 200712:00 |            | 54:34(40:10) |                 | Kintetsu Hanazono Rugby Stadium, Higashiōsaka Widzów: 2 020 |

Drużyna Heat zyskała prawo gry w barażu z jedenastym zespołem obecnego sezonu.

### Baraże
| 12 lutego 200712:01 | IBM Big Blue | 29:29(16:7) | Kintetsu Liners | Chichibunomiya Rugby Stadium, Tokio Widzów: 3 323 |
| 12 lutego 200712:01 |              | 29:29(16:7) |                 | Chichibunomiya Rugby Stadium, Tokio Widzów: 3 323 |

| 12 lutego 200714:00 | Ricoh Black Rams | 43:24(29:14) | Honda Heat | Chichibunomiya Rugby Stadium, Tokio Widzów: 4 687 |
| 12 lutego 200714:00 |                  | 43:24(29:14) |            | Chichibunomiya Rugby Stadium, Tokio Widzów: 4 687 |

Obydwa walczące o utrzymanie zespoły obroniły swoje miejsce w najwyższej klasie rozgrywkowej.

## Wyróżnienia indywidualne

### Najlepsza piętnastka sezonu
| Poz. |  | Zawodnik            |
| ---- |  | ------------------- |
| F    |  | Tatsukichi Nishiura |
| M    |  | Yūsuke Aoki         |
| F    |  | Ryō Yamamura        |
| Wsp  |  | Hitoshi Ono         |
| Wsp  |  | Luatangi Vatuvei    |
| R    |  | Yasunori Watanabe   |
| R    |  | Philip O'Reilly     |
| WM   |  | Takuro Miuchi       |

| Poz. |  | Zawodnik         |
| ---- |  | ---------------- |
| ŁM   |  | Shota Goto       |
| ŁA   |  | Tony Brown       |
| S    |  | Hirotoki Onozawa |
| Ś    |  | Ryan Nicholas    |
| Ś    |  | Scott McLeod     |
| S    |  | Tomoki Kitagawa  |
| O    |  | Damian McInally  |

### Najlepiej punktujący
| Punkty | Nazwisko      | Drużyna             | Przyłożenia | Podwyższenia | Karne | Dropgole |
| ------ | ------------- | ------------------- | ----------- | ------------ | ----- | -------- |
| 159    | Ryan Nicholas | Suntory Sungoliath  | 7           | 50           | 8     | 0        |
| 153    | Keiji Hirose  | Toyota Verblitz     | 1           | 47           | 18    | 0        |
| 146    | Hiroaki Ito   | Kubota Spears       | 3           | 34           | 20    | 1        |
| 145    | Tony Brown    | Sanyo Wild Knights  | 3           | 41           | 16    | 0        |
| 116    | Ryuji Koga    | Fukuoka Sanix Blues | 5           | 29           | 11    | 0        |

| Poz. | Nazwisko         | Drużyna             | Przyłożenia |
| ---- | ---------------- | ------------------- | ----------- |
| 1    | Tomoki Kitagawa  | Sanyo Wild Knights  | 19          |
| 2    | Luatangi Vatuvei | Toshiba Brave Lupus | 17          |
| 3    | Hirotoki Onozawa | Suntory Sungoliath  | 15          |
| 4    | Damian McInally  | Kubota Spears       | 12          |
| 5    | Ron Cribb        | Kobelco Steelers    | 11          |

### Pozostałe nagrody
- MVP ligi – Teppei Tomioka
- MVP Microsoft Cup – Luatangi Vatuvei
- nowicjusz ligi – Tomoki Kitagawa
- najlepszy sędzia – Taizō Hirabayashi